# Patrick Dwyer (hockey sur glace)
Pour les articles homonymes, voir Patrick Dwyer.
Patrick Dwyer (né le 22 juin 1983 à Spokane, dans l'État de Washington aux États-Unis) est un joueur professionnel américain de hockey sur glace.

## Carrière
Réclamé au quatrième tour du repêchage de 2002 par les Thrashers d'Atlanta alors qu'il venait de remporter le titre de recrue de l'année dans la Central Collegiate Hockey Association, Dwyer continue son développement au niveau universitaire avec les Broncos de Western Michigan pour qui il évolue jusqu'en 2004.
Il devient joueur professionnel au cours de la saison 2004-2005, rejoignant le club affilié aux Thrashers dans l'ECHL, les Gladiators de Gwinnett. Il progresse l'année suivante vers la Ligue américaine de hockey où il rejoint le club-école principale des Thrashers, les Wolves de Chicago.
N'étant pas en mesure de conclure une entente avec le grand club, il signe en 2006 un contrat en tant qu'agent libre avec l'organisation des Hurricanes de la Caroline et rejoint ainsi leur club affilié, les River Rats d'Albany.
Dwyer fait ses premiers pas dans la Ligue nationale de hockey lors de la saison 2008-2009, s'alignant pour 15 rencontres avec les Hurricanes. Après avoir joué sept saisons avec les Hurricanes, il est laissé libre par l'équipe à l'été 2015, devenant agent libre. Sans contrat, il accepte un essai professionnel avec les Coyotes de l'Arizona mais est libéré de l'équipe peu avant le début de la saison régulière.
Le 22 octobre 2015, il signe avec le MODO Hockey, équipe évoluant au championnat de Suède.

## Statistiques

### En club
| Saison     | Équipe                      | Ligue        |     | Saison régulière | Saison régulière | Saison régulière | Saison régulière | Saison régulière |    | Séries éliminatoires | Séries éliminatoires | Séries éliminatoires | Séries éliminatoires | Séries éliminatoires |
| Saison     | Équipe                      | Ligue        | PJ  | B                | A                | Pts              | Pun              | PJ               | B  | A                    | Pts                  | Pun                  |                      |                      |
| 2000-2001  | Americans de Great Falls    | NWJHL        | 40  | 33               | 57               | 90               | 106              | 12               | 10 | 12                   | 22                   | -                    |                      |                      |
| 2001-2002  | Broncos de Western Michigan | CCHA         | 38  | 17               | 17               | 34               | 26               | -                | -  | -                    | -                    | -                    |                      |                      |
| 2002-2003  | Broncos de Western Michigan | CCHA         | 33  | 9                | 10               | 19               | 20               | -                | -  | -                    | -                    | -                    |                      |                      |
| 2003-2004  | Broncos de Western Michigan | CCHA         | 35  | 13               | 13               | 26               | 22               | -                | -  | -                    | -                    | -                    |                      |                      |
| 2004-2005  | Broncos de Western Michigan | CCHA         | 36  | 6                | 16               | 22               | 56               | -                | -  | -                    | -                    | -                    |                      |                      |
| 2004-2005  | Gladiators de Gwinnett      | ECHL         | 14  | 0                | 5                | 5                | 8                | 2                | 0  | 1                    | 1                    | 0                    |                      |                      |
| 2005-2006  | Wolves de Chicago           | LAH          | 73  | 16               | 29               | 45               | 49               | -                | -  | -                    | -                    | -                    |                      |                      |
| 2006-2007  | River Rats d'Albany         | LAH          | 79  | 16               | 25               | 41               | 39               | 5                | 0  | 1                    | 1                    | 5                    |                      |                      |
| 2007-2008  | River Rats d'Albany         | LAH          | 59  | 13               | 12               | 25               | 29               | 7                | 0  | 2                    | 2                    | 0                    |                      |                      |
| 2008-2009  | River Rats d'Albany         | LAH          | 62  | 24               | 16               | 40               | 29               | -                | -  | -                    | -                    | -                    |                      |                      |
| 2008-2009  | Hurricanes de la Caroline   | LNH          | 13  | 1                | 0                | 1                | 0                | 2                | 0  | 1                    | 1                    | 0                    |                      |                      |
| 2009-2010  | River Rats d'Albany         | LAH          | 23  | 11               | 8                | 19               | 6                | -                | -  | -                    | -                    | -                    |                      |                      |
| 2009-2010  | Hurricanes de la Caroline   | LNH          | 58  | 7                | 5                | 12               | 6                | -                | -  | -                    | -                    | -                    |                      |                      |
| 2010-2011  | Hurricanes de la Caroline   | LNH          | 80  | 8                | 10               | 18               | 12               | -                | -  | -                    | -                    | -                    |                      |                      |
| 2011-2012  | Hurricanes de la Caroline   | LNH          | 73  | 5                | 7                | 12               | 23               | -                | -  | -                    | -                    | -                    |                      |                      |
| 2012-2013  | Hurricanes de la Caroline   | LNH          | 46  | 8                | 8                | 16               | 12               | -                | -  | -                    | -                    | -                    |                      |                      |
| 2013-2014  | Hurricanes de la Caroline   | LNH          | 75  | 8                | 14               | 22               | 14               | -                | -  | -                    | -                    | -                    |                      |                      |
| 2014-2015  | Hurricanes de la Caroline   | LNH          | 71  | 5                | 7                | 12               | 10               | -                | -  | -                    | -                    | -                    |                      |                      |
| 2015-2016  | MODO Hockey                 | SHL          | 33  | 0                | 7                | 7                | 6                | 6                | 1  | 0                    | 1                    | 29                   |                      |                      |
| 2016-2017  | Checkers de Charlotte       | LAH          | 58  | 14               | 12               | 26               | 20               | 5                | 0  | 0                    | 0                    | 0                    |                      |                      |
| 2017-2018  | SønderjyskE Ishockey        | Metal Ligaen | 26  | 10               | 12               | 22               | 8                | -                | -  | -                    | -                    | -                    |                      |                      |
| 2018-2019  | Belfast Giants              | EIHL         | 38  | 25               | 36               | 61               | 12               | 4                | 1  | 2                    | 3                    | 2                    |                      |                      |
| Totaux LNH | Totaux LNH                  | Totaux LNH   | 416 | 42               | 51               | 93               | 77               | 2                | 0  | 1                    | 1                    | 0                    |                      |                      |

### En équipe nationale
| Année | Équipe     | Compétition          |   | PJ | B | A | Pts | Pun | +/-      |  | Résultat |
| 2012  | États-Unis | Championnat du monde | 8 | 1  | 2 | 3 | 0   | 0   | 7e place |  |          |

### Honneurs et trophées
- Central Collegiate Hockey Association
  - Nommé dans l'équipe d'étoiles des recrues de la CCHA en 2002 ;
  - Nommé la recrue de l'année dans la CCHA en 2002.

### Transactions en carrière
- Repêchage 2002 : réclamé par les Thrashers d'Atlanta (4e choix de l'équipe, 116e au total).
- 7 juillet 2006 : signe à titre d'agent libre avec les Hurricanes de la Caroline.
- 22 octobre 2015 : signe à titre d'agent libre avec le MODO Hockey.